# Zoo Biology
Zoo Biology — рецензируемый научный журнал, «занимающийся вопросами воспроизводства, демографии, генетики, поведения, медицины, животноводства, питания, сохранения и всеми эмпирическими аспектами экспозиции и содержания диких животных в парках дикой природы, зоопарках и аквариумах». Выпускается издательством Wiley-Liss. Исполнительный редактор — Бетани Л. Кребс (Зоологическое общество Сан-Франциско). 
По данным Journal Citation Reports, импакт-фактор журнала за 2020 год составил 1,421, что ставит его на 79-е место из 146 журналов в категории «Ветеринарные науки» и на 91-е место из 175 журналов в категории «Зоология».